# USS Washington (BB-47)
USS "Washington" (BB-47) był pancernikiem typu Colorado. Jako drugi okręt US Navy, nosił nazwę pochodzącą od stanu Waszyngton. Jego stępkę położono 30 czerwca 1919 w Camden (New Jersey), w New York Shipbuilding Corporation. Został zwodowany 1 września 1921 roku, matką chrzestną została panna Jean Summers, córka kongresmena Johna W. Summersa ze stanu Washington. 8 lutego, dwa dni po podpisaniu Traktatu Waszyngtońskiego, zgodnie z ograniczeniami Traktatu budowa okrętu została przerwana. W tym momencie okręt był ukończony w 75,9 procentach. Ostatecznie nieukończony kadłub okrętu, został przeholowany na morze, gdzie został zatopiony jako cel artyleryjski 26 listopada 1924 roku.